# Герб Вітебської області
Герб Вітебської області — офіційний геральдичний знак Вітебської області Білорусі. Затверджений указом президента Республіки Білорусь № 277 від 2 червня 2009 року.

## Опис
Являє собою французький щит, у червоному полі якого зображений срібний вершник у збруї, що тримає в правій руці над головою меч, у лівій — щит із золотим шестикінечним хрестом. Герб вінчає велика золота міська корона з п'ятьма зубцями, знизу його обрамляють два золоті дубові галузі, повиті й з'єднані блакитною орденською стрічкою. В основу герба був покладений історичний герб Вітебської губернії 1856 року.
Герб Вітебського Воєводства: у червленому полі лицар у срібних панцирах і зі срібним щитом із золотим шестикінечним хрестом, що заносить над головою срібний меч із золотим ефесом, що скаче на срібному коні із золотими озброєнням, упряжжю й очима; сідло золоте.